# طلال بدوي
طلال بدوي (مواليد حلب 1971)، هو مخرج سينمائي ومسرحي سوري له العديد من الأعمال المميزة حاصل على جوائز من المهرجانات.

## أعماله
(الرغبة)  : عمل مسرح يعد الأول من نوعه على مستوى العالم تم تجريد الفرجة فيه من النص والممثل و ذلك من خلال التجريب بتنمية العلاقة بين المتلقي واللغة البصرية  وصفت هذه التجربة الإبداعية بعمقها وذلك في الصحف العالمية والعربية الرسمية بأنها من التجارب الرائدة على مستوى العالم لتكون حقل بحث جديد للمختصين بعلوم المسرح
- الخنساء
- سوق عكاظ
- النابغة الذبياني
- الرغبة
- اللحاد
- الإمام
- حفل ضخم عيد ميلاد شبكة راديو وتلفزيون العرب (ART) 2003
- أوبرا صهيل عرض مسرحي ضخم
- [3]أسنة ثلج
- الرغبة[4]
- أنا أنا و أنت أنت
- فرصة تعيسة
- أزواج وزوجات

فيلم الإمام (تاريخي)
فيلم الرغبة
فيلم برق العنب
فيلم مدينة الألف مهنة
فيلم حلم كومبارس
مسلسل الملقوف
فيلم فصام
فيلم صفر
مساجد يشد إليها الرحال
فيلم الطوفان
فيلم سما
فيلم السبحة
فيلم ماء الورد
فيلم حضارات ناعمة
فيلم قطار الشرق
فيلم أنثر بيولوجيا الذات
برنامج التشكيليين العرب
فيلم رجالات الأدب
فيلم مدن تأكل العشب عن رواية الأديب عبده خال
المسلسل الكوميدي الساخر حبتين
فيلم غراميات شارع الأعشى عن رواية الأديبة بدرية البشر
فيلم القارورة عن رواية الأديب يوسف المحيميد
فيلم البحريات عن رواية الأديبة أميمة الخميس
فيلم ارتياب عن رواية الأديب بدر السماري
فيلم ة النسوة عن رواية الأديبة فاطمة عبد الحميد
فيلم قنص (فانتازيا بدوية) عن رواية الأديب عواض العصيمي
فيلم رسم العدم (تاريخي) عن رواية الأديب د. أشرف فقيه

مدير إقليمي  في شركة كلاكيت للإنتاج و التوزيع الفني المنتجة للمسلسلات التالية:
مسلسل العراب الجزء الأول + الجزء الثاني
مسلسل الولادة من الخاصرة الجزء الأول + الثاني + الثالث
مسلسل حرملك الجزء الأول + الجزء الثاني
مسلسل بنات العيلة
مسلسل سنعود بعد قليل
مسلسل غداً نلتقي
مسلسل أرواح عارية
مسلسل تخت شرقي
مسلسل الطواريد
مسلسل جيران
مسلسل الأخوة
مسلسل كسر عضم